# Olsztyn-Mazury repülőtér
Az Olsztyn-Mazury repülőtér (IATA: SZY, ICAO: EPSY) Lengyelország egyik nemzetközi repülőtere, amely Szymany közelében található. Éves utasforgalma 121 300 fő (2018).

## Futópályák
A repülőtér futópályái:
- 02/20 (2000 m, 60 m, beton)
- 01/19 (2500 m, 45 m, beton)

## Forgalom
Az utasforgalom az elmúlt években az alábbi módon változott:
| Utasok száma |      |      | 2453 | 1091 | 332  |      |      |      | 101 306 | 62 395 |
|              | 1993 | 1996 | 1999 | 2002 | 2005 | 2007 | 2010 | 2014 | 2017    | 2020   |